# Alexander Grant (8e baronnet)
Pour les articles homonymes, voir Grant.
Alexander Cray Grant, 8e baronnet (13 novembre 1782 - 29 novembre 1854) est un homme politique britannique et propriétaire d'une plantation aux Antilles.

## Biographie
Il est né en 1782 à West Alvington, Devon, le fils aîné d'Alexander Grant, 7e baronnet et Sarah Cray. Il est diplômé du St John's College de Cambridge en 1806 avec une maîtrise ès arts (MA). Il entre en politique en Jamaïque, où il possède deux plantations, en tant que membre de l'assemblée coloniale jamaïcaine de 1810 à 1811. En 1812, il retourne en Angleterre où il se présente avec succès comme député conservateur de Tregony à la Chambre des communes. En 1818, il est élu député de Lostwithiel et y est réélu en juin 1826, bien qu'il soit également élu à Aldborough qu'il choisit de représenter à la place. De 1826 à 1831, Grant est président des voies et moyens à la Chambre des communes. Il n'est pas réélu aux élections pour Grimsby en 1835 ni à Honiton, mais réintègre la Chambre des communes comme député de Cambridge en 1840, jusqu'en 1843. En 1843, il est nommé commissaire aux comptes, demeurant à ce poste jusqu'à la fin de sa vie.
Grant succède à son père comme baronnet de Dalvey à la mort de ce dernier en 1825. Grant lui-même est décédé à Londres le 29 novembre 1854 à l'âge de 72 ans, et son frère, Robert Innes Grant lui succède comme baronnet.
Il est l'oncle d'Alexander Grant (10e baronnet) 10e baronnet de Dalvey.